# Another One Bites the Dust
"Another One Bites the Dust" é uma canção escrita pelo baixista John Deacon, da banda Queen e é a terceira faixa do álbum de 1980 "The Game".
É tido como um dos maiores sucessos dos Queen: foi uma canção  que estabeleceu a ligação entre o rock dos primeiros anos da banda e os novos sons que iriam usar nos tempos seguintes, como o funk rock. É reconhecida pela sua linha de baixo pulsante, na verdade há quem a compare à canção  "Good Times" da banda "Chic", uma das favoritas de Deacon. Fez um enorme sucesso principalmente nos EUA onde alcançou o topo das paradas de rock, soul e disco. Foi a 28ª música mais tocada nas rádios brasileiras em 1980.
Another One Bites The Dust inicialmente não seria um single, mas depois de uma sugestão de Michael Jackson, a banda decidiu lançá-la. Desde o seu lançamento em 1980 que esta canção foi tocada pela banda em quase todos os seus shows fazendo enorme furor entre o público. Em 2006 esta canção foi remixada pelo Miami Project voltando as paradas de sucesso.

## Uso em treino médico
Contraditoriamente, as canções "Another One Bites the Dust" (Um outro bate as botas) e "Stayin' Alive" (Ficando vivo) foram usadas para treinar médicos profissionais para prover o número correto de compressões do peito por minuto enquanto faziam CPR. Ambas as músicas tem perto de 104 batidas por minuto, e 100-120 compressões peitorais são o recomendado pela British Heart Foundation. A American Heart Association considera o número ideal de compressões na Reanimação cardiorrespiratória, 100 por minuto. "Stayin' Alive" tem 103 batidas rítmicas por minuto.

## Ficha técnica
Banda
- Freddie Mercury - vocal
- Brian May - guitarra solo
- Roger Taylor - bateria
- John Deacon - baixo, guitarra rítmica, piano (gravação ao contrário), composição

Especial
- Michael Jackson - mentor